# 10 Brygada Lotnictwa Morskiego (Ukraina)
10 Brygada Lotnictwa Morskiego im. Bohatera Ukrainy pułkownika Bedzaja Ihora Wołodymyrowycza, 10 MABr (ukr. 10-та морська авіаційна бригада імені Героя України полковника Ігоря Бедзая, 10 МАБр) – związek taktyczny Marynarki Wojennej Ukrainy, od 2014 r. rozlokowany w Mikołajewie.

## Ewakuacja z Krymu
Jest jedyną jednostką Sił Zbrojnych, która zdołała wycofać swój ciężki sprzęt bojowy na kontynentalną Ukrainę w trakcie zajmowania Krymu przez Rosję. Akcję przeprowadził 3 marca 2014 r., bez wiedzy i zgody zinfiltrowanego wówczas przez Rosjan wyższego dowództwa, obecny patron jednostki – pułkownik Bedzaj Ihor Wołodymyrowycz.